# Phacodes
Phacodes is een kevergeslacht uit de familie van de boktorren (Cerambycidae). De wetenschappelijke naam van het geslacht werd voor het eerst geldig gepubliceerd in 1840 door Newman.

## Soorten
Phacodes omvat de volgende soorten:
- Phacodes bellus Blackburn, 1891
- Phacodes distinctus Pascoe, 1865
- Phacodes elusus Pascoe, 1865
- Phacodes essingtoni (Hope, 1841)
- Phacodes ferrugineus Pascoe, 1864
- Phacodes fuscus Pascoe, 1865
- Phacodes longicollis Pascoe, 1871
- Phacodes marmoratus Blackburn, 1891
- Phacodes mirabilis McKeown, 1940
- Phacodes modicus Blackburn, 1901
- Phacodes mossmanni Newman, 1850
- Phacodes obscurus (Fabricius, 1787)
- Phacodes occidentalis Blackburn, 1894
- Phacodes personatus Erichson, 1842
- Phacodes singularis McKeown, 1948
- Phacodes solandri (MacLeay, 1826)
- Phacodes tenuitarsis Pascoe, 1871
- Phacodes validus Blackburn, 1891